# Década de 1190
Séculos: (Século XI - Século XII - Século XIII)
Décadas: 1140 1150 1160 1170 1180 - 1190 - 1200 1210 1220 1230 1240
Anos: 1190 - 1191 - 1192 - 1193 - 1194 - 1195 - 1196 - 1197 - 1198 - 1199